# Hévízgyörk
Hévízgyörk là một thị trấn thuộc hạt Pest, Hungary. Thị trấn này có diện tích 22,84 km², dân số năm 2010 là 3137 người, mật độ 137 người/km².